# 2012여수세계박람회재단
2012여수세계박람회재단(2012麗水世界博覽會財團, EXPO 2012 Yeosu Korea Foundation)은 여수세계박람회 개최성과를 계승·기념하고 박람회 사후활용과 관련된 사업 등을 수행하기 위하여 설립된 재단법인이다. 이사장을 포함해 9명의 이사진과 1명의 감사로 구성되며 재단 조직은 2개 본부 6개 팀 총 54명의 규모로 조직된다.

## 설립 근거
- 여수세계박람회 기념 및 사후활용에 관한 특별법 제4조[4]

## 연혁
- 2013년 1월 24일 2012여수세계박람회재단 공식 출범[5]

## 조직

### 이사장
- 이사회
- 감사

#### 본부장
- 경영기획부
- 사업운영부
- BIG-O팀

## 주요 업무
- 박람회 사후활용 계획의 수립·시행
- 박람회 개최성과의 계승·기념을 위한 제반 사업
- 박람회 기념을 위한 판매사업
- 박람회 시설과 부지 매각 및 민간투자 유치
- 그 밖에 박람회 사후활용과 관련된 사업으로서 대통령령으로 정하는 사업
- 여수선언 및 여수프로젝트 관련 지원 사업
- 남해안 해양관광 활성화를 위한 지원 사업
- 박람회 참가국 및 세계박람회기구와의 협력 사업
- 위의 사업에 부대되는 사업
- 그 밖에 재단의 설립목적을 달성하기 위하여 해양수산부장관의 인가를 받은 사업

## 같이 보기
- 여수세계박람회